# Monika Giemzo
Monika Giemzo (ur. 7 sierpnia 1979) – polska lekkoatletka sprinterka, medalistka mistrzostw Polski i mistrzostw Europy juniorów (1997).

## Kariera sportowa
Była zawodniczką Pogoni Siedlce.
Wielokrotnie reprezentowała Polskę w zawodach juniorskich i młodzieżowych. Jej największym sukcesem był brązowy medal mistrzostw Europy juniorek w 1997 w sztafecie 4 × 100 metrów, z czasem 44,59 (z Ewą Klarecką, Agnieszką Rysiukiewicz i Anną Pacholak). Na tych samych zawodach startowała także w biegu na 200 metrów, ale odpadła w eliminacjach. Ponadto wystąpiła na mistrzostwach świata juniorów w 1998, zajmując 5. miejsce w sztafecie 4 × 100 metrów oraz młodzieżowych mistrzostwach Europy w 2003, gdzie biegła w biegu eliminacyjnym sztafety 4 × 400 metrów (w finale sztafeta polska już bez udziału zajęła 4. miejsce).
Na mistrzostwach Polski seniorek wywalczyła brązowy medal w biegu na 200 metrów w 2000.
Rekordy życiowe:
- 100 m – 11,74 (04.08.2000)
- 200 m – 23,70 (06.08.2000)
- 400 m – 55,00 (26.09.1998)